# 조지 폴크상
조지 폴크상(George Polk Awards)은 1949년 그리스 내전을 취재하던 도중에 피살당한 CBS 기자 조지 폴크를 기념해서 미국 롱아일랜드대가 같은 해 제정하여 심층보도에 대하여 시상하는 언론상이다.

## 역대 수상자
| 연도   | 부문       | 수상자                                             | |
| ------ | ---------- | -------------------------------------------------- | --- |
| 2008년 | 전문보도   | 게이 탤리즈(작가)                                  | "이웃집 여인"(Thy Neighbor's Wife),"아버지를 존경하라"(Honor Thy Father)                                                                                    |
| 2008년 | 외국인보도 | 뉴욕타임즈, 배리 비락 및 실리아 더거               | 짐바브웨 폭력 사태를 취재 보도 |
| 2008년 | 국제보도   | 시카고 트리뷴지, 폴 살로펙                         | 아프리카의 뿔 지역에서 미군의 대테러 작전을 보도 |
| 2010년 | 미국보도   | 워싱턴포스트                                       | 팽창하는 미 안보기관 취재 |
| 2010년 | 국제보도   | 뉴욕 타임스 러시아 취재팀                          | |
| 2010년 | 군사보도   | 뉴욕타임즈                                         | 아프간 전쟁 보도 |
| 2010년 | 잡지보도   | 주간지 롤링 스톤                                   | 스탠리 맥크리스털 아프가니스탄 주둔 미군 사령관을 퇴진으로 몰고 간 인터뷰                                                                                   |
| 2010년 | 환경보도   | AP통신                                             | 멕시코만 원유 유출사건 보도 |
| 2013년 | 국가안보   | 글렌 그린월드 등 가디언 기자 3명 바턴 겔먼 WP 기자 | 전직 중앙정보국(CIA) 직원 에드워드 스노든에게서 NSA 기밀자료를 넘겨받아 보도                                                                                |
| 2013년 | 국제보도   | 제임스 야들리(뉴욕타임스 기자)                     | 1천100명 이상의 사망자를 낸 방글라데시 의류공장 붕괴 참사 보도                                                                                              |
| 2013년 | 국내보도   | 엘리 새슬로(WP 기자)                               | 저소득층을 위한 무상 식권 관련 보도 |
| 2014년 |            | 개리 트루도(연재만화 둔스베리의 작가)              | 이슬람 풍자만화로 파리의 샤를리 에브도가 테러리스트의 공격을 받아 큰 인명피해를 낸 뒤로 풍자만화에 대한 관심이 증폭하면서 만화가로는 처음으로 폴크상을 수상 |